# Givry-lès-Loisy
Givry-lès-Loisy is een gemeente in het Franse departement Marne (regio Grand Est) en telt 81 inwoners (2009). De plaats maakt deel uit van het arrondissement Epernay.

## Geografie
De oppervlakte van Givry-lès-Loisy bedraagt 5,2 km², de bevolkingsdichtheid is dus 15,6 inwoners per km².
De onderstaande kaart toont de ligging van Givry-lès-Loisy met de belangrijkste infrastructuur en aangrenzende gemeenten.

## Demografie
Onderstaande figuur toont het verloop van het inwonertal (bron: INSEE-tellingen).